# Ziviltechniker
Ziviltechniker ist in Österreich seit Anfang des 20. Jahrhunderts eine Berufsbezeichnung für freiberuflich tätige, staatlich befugte und beeidete Personen. Ziviltechniker sind natürliche Personen, die auf technischen, montanistischen, ingenieurwissenschaftlichen oder naturwissenschaftlichen Fachgebieten aufgrund einer staatlich verliehenen Befugnis freiberuflich tätig sind. Die Befugnis erfordert zunächst den Abschluss eines einschlägigen Diplom-, Magister- oder Masterstudiums an einer Universität oder Fachhochschule. Nach dem Studium ist eine mindestens dreijährige einschlägige Berufspraxis, die Ablegung der Ziviltechnikerprüfung sowie die Leistung eines Eides erforderlich.

## Allgemeines und Rechtliches
Rechtsgrundlage ist das Bundesgesetz über Ziviltechniker (Ziviltechnikergesetz). Ziviltechniker können nur österreichische Staatsbürger, Bürger der EU, des EWR, Schweizer Staatsbürger oder sonstige den österreichischen Staatsbürgern gleichgestellte Personen sein. Derzeit werden Ziviltechnikerbefugnisse auf rund 160 verschiedenen Fachgebieten erteilt.
Die Ziviltechniker unterteilen sich in
- Architekten und
- Ingenieurkonsulenten (auch Zivilingenieure genannt).

Bei den Ingenieurkonsulenten kommt durch einen Anhang das Fachgebiet zum Ausdruck (zum Beispiel Ingenieurkonsulent für Bauingenieurwesen, Vermessungswesen, Maschinenbau, Softwareentwicklung – Wirtschaft).
Aufgrund der Vielzahl der unterschiedlichen Studiengänge im Bereich der Ingenieurkonsulenten wird für Befugnisse, die eine fachliche Ähnlichkeit aufweisen, eine übergeordnete Berufsbezeichnung festgelegt. „Wird ein Antrag auf Prüfungszulassung in einem Fachgebiet, für das bisher noch keine Ziviltechnikerbefugnis verliehen wurde, eingebracht, hat die jeweilige Länderkammer die Bundeskammer über dieses Fachgebiet zu informieren. Die Festlegung der übergeordneten Berufsbezeichnung für dieses neue Fachgebiet kann bereits nach Vorliegen des Prüfungsantrages erfolgen.“ Diese Zuordnung wird von der Bundeskammer als „Verordnung über die Berufsbezeichnung“ erlassen.
Zusätzlich zur Berufsbezeichnung „Architektur“ werden die diversen Befugnisse der Ingenieurkonsulenten in folgende Cluster zusammengefasst:
1. Bauwesen
2. Bioressourcenmanagement
3. Elektrotechnik
4. Energie und Umwelttechnik
5. Gebäudetechnik
6. Geologie und Erdwissenschaften
7. Informationstechnologie
8. Landschaftsarchitektur
9. Maschinenbau
10. Materialwissenschaften
11. Montanwesen
12. Naturwissenschaften
13. Raumplanung
14. Verfahrenstechnik
15. Vermessungswesen und Geodäsie
16. Wasserwirtschaft

Die im Ziviltechnikergesetz verankerte Rechtsstellung (so genannte Urkundenfähigkeit) macht den Ziviltechniker zu einem österreichischen Spezifikum. Ziviltechniker sind mit öffentlichem Glauben versehene Personen gemäß § 292 der Zivilprozessordnung. Sie haben das Recht, das Staatswappen zu führen, sie besitzen ein Siegel und einen Ziviltechnikerausweis. Ziviltechniker haben eine Verschwiegenheitspflicht. Tätigkeiten, die mit der Würde des Standes und der Vertrauenswürdigkeit unvereinbar sind, sind ihnen untersagt.
Die Bezeichnungen Ziviltechniker, Architekt, Ingenieurkonsulent, Zivilgeometer und Zivilingenieur dürfen nur vom berechtigten Personenkreis, also den Ziviltechnikern, geführt werden. Ziviltechniker dürfen zum ausschließlichen Zweck der Berufsausübung auch Ziviltechnikergesellschaften bilden.
Die Ziviltechnikerprüfung wird vor einer Kommission abgelegt und umfasst die Gebiete:
- österreichisches Verwaltungsrecht
- Betriebswirtschaftslehre
- rechtliche und fachliche Vorschriften (spezifisch nach Fachgebiet, z. B. Bauordnung, Vergaberecht)
- Berufs- und Standesrecht

## Geschichte
Die Wurzeln der Institution der Ziviltechniker gehen auf den Anfang des 19. Jahrhunderts zurück. Zur Zeit Napoleons als König von Italien gab es im lombardisch-venezianischen Königreich die periti agrimensori für Vermessungswesen und Grundschätzungen, architetti civili für den Hochbau und ingegneri civili, die sich grundsätzlich auch mit dem Wasserbau befassen durften.
Im 19. Jahrhundert war die Bezeichnung „Civil-Ingenieur“ für die beschriebenen Tätigkeiten auch in Preußen verbreitet, während „Ingenieur“ einen Pionieroffizier bezeichnete.
Im Zuge der Reform der österreichischen Staatsverwaltung im 19. Jahrhundert wurden Ziviltechniker zur Entlastung der Verwaltung als Verwaltungshelfer für Aufgaben der öffentlichen Verwaltung herangezogen ohne dabei ein Staatsorgan zu sein. Per Staatsministerialverordnung vom 11. Dezember 1860 wurden die Rechtsregeln für die damals als Privattechniker bezeichnete Berufsgruppe geschaffen. Diese Verordnung enthielt bereits das Beurkundungsrecht der Zivilingenieure: „Die […] Beurkundungen über die von den Zivilingenieuren, Architekten und Geometern […] vollzogenen Akte und ihre Zeugnisse, Zeichnungen, Berechnungen und Gutachten über Tatsachen […] werden von den Administrativbehörden in derselben Weise angesehen, als wenn dieselben von landesfürstlichen Baubeamten unter amtlicher Autorität ausgefertigt wäre.“
Mit dieser Regelung wurden die Ziviltechniker aufgrund ihrer Urkundsbefugnisse umfassend privilegiert. Alle von ihnen, im Rahmen ihrer Berufsausübung, ausgefertigten Gutachten, Berechnungen, Pläne und Zeugnisse galten als öffentliche Urkunden. Aufgrund ihrer Planungen konnten Baubewilligungen ohne weitere behördliche Prüfung erteilt werden. Dieses, mit einer Unterbrechung während der NS-Zeit, geltende Privileg verloren die Ziviltechniker erst mit dem Ziviltechnikergesetz 1993. Die Befugnis zum Privattechniker war an den Abschluss der erforderlichen Studien, den Nachweis einer technisch-praktischen Betätigung von mindestens fünf Jahren und die Absolvierung einer theoretischen und praktischen Prüfung gebunden. Nach bestandener Prüfung musste außerdem ein Eid abgelegt werden.
Mit der Verordnung des Ministeriums für öffentliche Arbeiten betreffend die Ziviltechniker vom 7. Mai 1913 wurde die Bezeichnung Ziviltechniker in Österreich-Ungarn eingeführt.
Zur Zeit des Ständestaats in der ersten Republik erfolgte per 2. Ziviltechnikerverordnung vom 2. März 1937 die Einteilung der Ziviltechniker in die Kategorien Architekt, Ingenieurkonsulent und Zivilingenieur. Nach dieser Verordnung waren Architekten und Ingenieurkonsulenten zur Planung und Überwachung der Arbeiten berechtigt, die ihr Fachgebiet umfassen. Zivilingenieure waren auch zur Ausführung berechtigt.
In der Zeit des Nationalsozialismus wurde das Beurkundungsrecht der Ziviltechniker außer Kraft gesetzt. In der zweiten Republik wurde 1945 dieses Recht wieder eingeführt. Am 18. Juni 1957 trat das Ziviltechnikergesetz 1957 in Kraft.
Im Ziviltechnikergesetz 1993 wurde den Ziviltechnikern erstmals die Bildung von Gesellschaften zur Ausübung des Ziviltechnikerberufs ermöglicht. Außerdem erfolgte eine Angleichung an das Recht der Europäischen Union. Das Gesetz sah nur mehr die beiden Gruppen Architekten und Ingenieurkonsulenten vor. Die Befugnis eines Zivilingenieurs, der auch zur Ausführung berechtigt war, kann daher seither nicht mehr erworben werden. Die rechtliche Auslegung des Ziviltechnikergesetzes 1993 brachte weiters eine starke Einschränkung des Beurkundungsrechts der Ziviltechniker mit sich. Eine besondere Urkundsfunktion, mit der die Rechtskonformität bestätigt wird, kam seither den Ziviltechnikern nicht mehr zu. Die von Ziviltechnikern ausgestellten Urkunden beschränken sich seither auf „Wissens- oder Beweisurkunden“ wie zum Beispiel Bestandspläne. Planungen oder technische Gutachten von Ziviltechnikern können diese Beweiskraft nicht mehr beanspruchen.
Seit der Novelle des Ziviltechnikergesetzes vom 18. November 2005 können auch Absolventen eines Diplomstudiums oder Magisterstudiums von Fachhochschulen die Befugnis zum Ziviltechniker erlangen, zuvor war dies Universitätsabgängern vorbehalten.
Mit dem Ziviltechnikergesetz 2019 wurde den Ingenieurkonsulenten wieder ermöglicht, wahlweise die Bezeichnung Zivilingenieur zu führen.

## Ziviltechniker in der Praxis
Gemäß Bundesgesetz über Ziviltechniker sind Ziviltechniker auf ihrem Fachgebiet zur Erbringung von
- planenden,
- prüfenden,
- überwachenden,
- beratenden,
- koordinierenden,
- mediativen und
- treuhänderischen Leistungen,
- insbesondere zur Vornahme von Messungen,
- zur Erstellung von Gutachten,
- zur berufsmäßigen Vertretung vor Behörden und Körperschaften öffentlichen Rechts,
- zur organisatorischen und kommerziellen Abwicklung von Projekten,
- ferner zur Übernahme von Gesamtplanungsaufträgen, sofern wichtige Teile der Arbeiten dem Fachgebiet des Ziviltechnikers zukommen,

berechtigt.
Die Fachgebiete, auf denen Ziviltechniker befugt sind, Leistungen zu erbringen, sind für jeden einzelnen Ziviltechniker spezifisch. Der Umfang der Befugnis des einzelnen Ziviltechnikers umfasst dabei das gesamte Spektrum seiner individuellen Universitäts- oder Fachhochschulausbildung.

## Architekten
Architekten beraten, entwerfen, gestalten, planen Bauvorhaben und begleiten deren Umsetzung. Als Fachleute im Bereich der Gebäudegestaltung beraten sie Privatpersonen, Grundeigentümer und Bauträger, lokale Gruppierungen, Behörden und wirtschaftliche Organisationen im Zusammenhang mit der Gestaltung und Errichtung von Neubauten, der Neunutzung bestehender Bauten und den Umgebungsräumen in Städten und Gemeinden. Als Treuhänder nehmen sie stellvertretend für die Auftraggeber deren Interessen gegenüber anderen Auftragnehmern (zum Beispiel Professionisten und Sonderplaner), Behörden, Nachbarn usw. wahr. Das Tätigkeitsfeld der österreichischen Architekten reicht von der Raum- und Flächenwidmungsplanung bis zum bautechnischen Detail, von der Beratung beim Grundkauf und der Projektentwicklung bis zur örtlichen Bauaufsicht und Endabrechnung. Aufgrund dieser umfassenden Kompetenzen dürfen Architekten auch Gesamtplanungsleistungen übernehmen.

## Ingenieurkonsulenten/Zivilingenieure

### Bereich Bauwesen
Ihr Tätigkeitsfeld reicht von der Konstruktion aller Arten von Bau- und Tragwerken über die Abwicklung von Bauaufgaben bis hin zu umwelttechnischen Fragen und Aufgaben des Managements inklusive der Termin- und Kostenplanung.
Das Bauingenieurwesen beinhaltet sowohl die konstruktive Planung als auch die Umsetzung von Bauaufgaben in den Bereichen Hochbau, Industriebau, Tiefbau, Verkehrswegebau und Spezialbau. Bauingenieure sind als eigenständige Planer unter anderem an der Errichtung von Brücken, Flughäfen, Häusern aller Art, Seilbahnen, Straßen und Tunnel – also an den meisten öffentlichen, privaten und infrastrukturellen Bauten – maßgeblich beteiligt. Darüber hinaus sind die Erhaltung und Sanierung von Bauwerken, die Auseinandersetzung mit Fragen der Energie, der Material- und Ressourcenbewirtschaftung sowie Projektsteuerung und -kontrolle, örtliche Bauaufsicht und Gutachtertätigkeit wesentliche Bestandteile des Arbeitsfeldes von Bauingenieuren. Als Partner von Architekten gehören Tragwerksplanung und Bauphysik sowie Geotechnik zu den Schwerpunkten ihrer Tätigkeit.

### Bereich Wasserbau und Umwelttechnik
Diese Gruppe umfasst vier große Tätigkeitsbereiche. Siedlungswasserbau ist die wassertechnische Ver- und Entsorgung der Siedlungsgebiete mit Trink-, Lösch- und Brauchwasser. Das beinhaltet seine Erschließung durch Quellfassungen und Brunnen ebenso wie seine Speicherung, allfällige Aufbereitung und Verteilung sowie die anschließende Abwasserableitung und -reinigung mit allen dazugehörenden Einrichtungen. Beratung und Konzeption, Bewilligungs- und Ausführungsplanung sowie die Betriebsbegleitung entsprechender Anlagen sind ebenso Teil der fachspezifischen Aufgaben wie die Instandhaltung der umfangreichen bestehenden Infrastruktur.
Schutzwasserbau und Gewässerentwicklung betrifft bauliche Maßnahmen zum Schutz unseres Lebensraums vor den Gefahren des Wassers und zur Erhaltung der Gewässer selbst. Dazu gehören Flussbau, Gewässerregulierung und Aufgaben im Bereich der Gewässerökologie einschließlich der Gestaltung von Gewässern als Landschaftselemente.
Abfallbehandlung und Altlastentechnik beinhaltet den Bau von Deponien, deren Nachsorge und Sicherung bzw. Sanierung sowie die Behandlung verschiedener Abfälle und deren Verwertung.
Energietechnik umfasst die Stromerzeugung aus Wasserkraft aber auch zum Beispiel die thermische Nutzung des Grundwassers und die Errichtung von Biogasanlagen zur Stromerzeugung bzw. zu Heizzwecken in landwirtschaftlichen und gewerblichen Betrieben zur Abdeckung des Eigenbedarfs oder zur Einspeisung in öffentliche Netze. Das Know-how der Ziviltechniker der Fachgruppe für Wasserbau und Umwelttechnik wird sowohl von den Kommunen, als auch von Privatpersonen und gewerblichen oder industriellen Betrieben genutzt.

### Bereich Vermessungswesen
Ingenieurkonsulenten für Vermessungswesen – kurz Zivilgeometer – erstellen die Unterlagen, auf deren Grundlage Planungen stattfinden können. Sie betreiben Grundlagenvermessung, baubegleitende Vermessung und die Dokumentation des (neuen) Zustands. Zivilgeometer bieten Sicherheit am Eigentum durch die Gewährleistung des einwandfreien technischen und rechtlichen Zustandekommens von fixen Grenzen. Ein besonderer Schwerpunkt liegt im Bereich der Verwaltung und Bereitstellung raumbezogener Geodaten, zum Beispiel für Geo-Informationssysteme (GIS), sowie im Aufbau zugehöriger Metadatenbanken. Mit Hilfe technischer Methoden wie herkömmliche Trigonometrie, GPS-Messungen und Photogrammetrie (Fernerkundung) werden katastertechnische Vermessungen, Grenzvermessungen, Ingenieurvermessungen im Hoch- und Tiefbau, Grundlagenvermessungen für den Brücken- und Tunnelbau sowie die Zusammenführung und Bewertung unterschiedlicher Geodaten für Geo-Informationssysteme durchgeführt. Das Leistungsspektrum umfasst die Erstellung amtlicher Lagepläne und digitaler Planungsgrundlagen, Massenermittlungen und Kontrollvermessungen während einer Bauausführung, die Interpretation und Verarbeitung von Geobasisdaten, die Bereitstellung von Daten zur Bodennutzung, Hohlraumvermessung (bei Tunneln), die Erfassung und den Aufbau von Leitungskatastern sowie vermessungstechnisches Projektmanagement in Baugebieten.

### Bereich Industrielle Technik
Der Bereich Sicherheit beinhaltet das technische Prüfwesen, also die Überprüfung von Aufzügen, Kränen, Betriebsanlagen, Werkstoffen etc., damit diese sicher verwendet bzw. betrieben werden können, sowie den Arbeitnehmerschutz und die elektronische Datenverarbeitung.
Zum Teil in Zusammenarbeit mit Vertretern anderer Fachgruppen wird auf dem Gebiet der Umwelttechnik beraten und geprüft. Diese umfasst Abfallwirtschaft und Deponietechnik, Recycling, Abwassertechnik, die Fremdüberwachung von Kläranlagen, Abluft- und Rauchgasreinigung, Lärmschutz und Umweltmanagement. Die chemisch-physikalische Analytik bezieht sich auf Boden-, Luft- und Wasserqualität, Abfall, Emissionen und Immissionen, Produkte, Prozesse, Staub- sowie Strahlenschutz und Radioaktivität. Industrielle Techniker analysieren Lebens- und Futtermittel. Sie prüfen die Qualität von Getränken, berechnen Haltbarkeiten und betreiben Produktentwicklung.
Gebäudetechnik (Wärme- und Kälteversorgung, Brand- und Blitzschutz, Beleuchtungs-, Labor- und Medizintechnik sowie das Ausstellen von Energieausweisen) gehört ebenso zum Tätigkeitsfeld wie Energietechnik (Stark- und Schwachstromtechnik, Solaranlagen und Photovoltaik, Mikrowellen- und Radartechnik) und Verfahrenstechnik (technische Planung von Wasserkraft- und Blockheizkraftwerken, Pipelines, Biofilteranlagen, Trinkwasseraufbereitung, Strömungsberechnungen, Anlagenbau und Fördertechnik).

### Bereich Raum-, Landschaftsplanung und angewandte Geographie
Mit Hilfe der Raumplanung, Landschaftsplanung und angewandten Geographie können Länder, Gemeinden und Regionen ausgewogene Erwerbs- und Lebenschancen für ihre Bevölkerung bereitstellen. Die Arbeit der Ziviltechniker hat stark beratenden Charakter und beruht auf einem breiten interdisziplinären Basiswissen, welches in Gebiete des Rechtswesens, der Geographie, des Verkehrswesens, des Stadtmarketings und der Wirtschafts- und Tourismusplanung reicht. Zu den Aufgaben der Geographen, Raum- und Landschaftsplaner gehören überörtliche und örtliche Raumplanung, Umwelt- und Raumverträglichkeitsprüfungen, strategische Umweltprüfungen, aber auch Freiraumplanung, Rekultivierungskonzepte, ökologische Bauaufsicht bei Baumaßnahmen in der Landschaft (zum Beispiel Schipisten), Geographische Informationssysteme, Computerkartografie, Dorferneuerungsplanung, Naturgefahrenanalyse und Raumforschung. In enger Zusammenarbeit mit Gemeindevertretern üben Raumplaner eine koordinierende, kommunikationsintensive Arbeit aus, deren Hauptziel darin besteht, bestmögliche Lösungen im Sinne der Interessen aller Beteiligten zu finden.

## Kammer der Ziviltechniker
Sämtliche Ziviltechniker sind per Gesetz Mitglieder der Kammer der Ziviltechniker, die sich in zwei Sektionen gliedert:

### Sektion Architekten
Die Kammer bietet ein Modell zur Berechnung von Architektenhonoraren an. Diese Honorarinformationen zur Architekturleistung (HIA) sind modular aufgebaut. Kern der Information ist eine Studie, durchgeführt durch eine unabhängige Forschungsgruppe, deren Ergebnis der durchschnittliche Stundenaufwand für Projekte nach Art des Gebäudes (Wohnbau, Bürogebäude, Einfamilienhaus, Schule etc.) sowie anhängig von der Projektgröße (m², m³) ist.
Architekturwettbewerbe sind „Qualitätswettbewerbe“. Die Bandbreite der Möglichkeiten reicht dabei vom großen, EU-weiten Wettbewerb mit weit über hundert bis zum „geladenen Verfahren“ mit lediglich sechs Teilnehmern. Ziel eines Wettbewerbs ist es, für eine Bauaufgabe auf Basis einer Kriterienliste und klarer, rechtlich einwandfreier Bedingungen sowie unter Beiziehung einer kompetenten Fachjury die beste Lösung zu finden. Die Kammer berät den Auslober (Wettbewerbsveranstalter) in allen Fragen, insbesondere bei der Wahl der Verfahrensart im Einklang mit dem Vergaberecht und aus fachlicher Sicht. Sie vertritt ihre Mitglieder auf Basis der in der Wettbewerbsordnung „WOA“ festgelegten Regeln und im Sinne baukultureller Transparenz.
Je nach Bauaufgabe gibt es unterschiedliche Förderungen wie etwa aus Mitteln der Wohnbauförderung oder der Dorferneuerung. Auch in diesen Fragen kann die Kammer beraten.

### Sektion Zivilingenieure
Die Sektion Zivilingenieure unterteilt sich weiter in folgende Fachgruppen:
- Fachgruppe Bauwesen
- Fachgruppe Industrielle Technik
- Fachgruppe Informationstechnologie
- Fachgruppe Montanwesen
- Fachgruppe Natürliche Ressourcen
- Fachgruppe Raumplanung und Landschaftsarchitektur und Geographie
- Fachgruppe Vermessungswesen
- Fachgruppe Wasserwirtschaft

## Konkurrierende Berufe
Baumeister und Beratende Ingenieure (Technische Büros) unterliegen im Unterschied zu den Ziviltechnikern der Gewerbeordnung. Sie sind nicht freiberuflich tätig. Sie haben ein teilweise ähnliches Betätigungsfeld wie die Ziviltechniker.
Gewerbetreibende sind im Unterschied zu Ziviltechnikern nicht berechtigt, öffentliche Urkunden auszustellen. Ein Beratender Ingenieur ist zum Beispiel nicht berechtigt, statische Berechnungen durchzuführen. Das Erstatten von Privatgutachten jedoch zählt zum Berufsbild von Gewerbetreibenden. So umfasst das Recht der Baumeister auch das Recht zur Gutachtenerstattung.
Nach dem Ziviltechnikergesetz sind Architekten insbesondere zur Planung von Monumentalbauten, Theatern, Museumsbauten und Kirchen berechtigt, sofern sie vom künstlerischen, kulturellen oder sozialen Standpunkt von Bedeutung sind. Diese Regelung erlaubt es, Planungen dieser Art ausschließlich an Architekten zu vergeben. An Baumeister kann bei Vorliegen bestimmter gesetzlicher Voraussetzungen durch Bescheid des Bundesministers die Bezeichnung „Gewerblicher Architekt“ verliehen werden, womit allerdings keine Änderung des Inhalts der Gewerbeberechtigung verbunden ist. Baumeister sind im Unterschied zu Ziviltechnikern und Technischen Büros auch zur Bauausführung berechtigt. Die Trennung von Planung und Ausführung entspricht dem Selbstverständnis der Ziviltechniker als von der Ausführung unabhängige Planer. Diese Trennung ist zur Hintanhaltung von Interessenkonflikten erforderlich.
Im Jahr 2007 betrug der Anteil von Architekten und Ingenieurkonsulenten am österreichischen Planungs-Dienstleistungsmarkt 18 Prozent. Die restlichen Anteile fielen zum Beispiel auf Planungen von gemeinnützigen Wohnbauträgern, Industrieunternehmungen mit eigenen Planungsabteilungen, Baumeistern, Technischen Büros und Anbietern von Fertigteilhäusern.